# Villotran
Villotran ist eine ehemalige französische Gemeinde mit 291 Einwohnern (Stand: 1. Januar 2022) im Département Oise in der Region Hauts-de-France. Sie gehörte zum Arrondissement Beauvais. Die Bewohner werden Villotrannais und Villotrannaises genannt.
Der Erlass vom 28. September 2018 legte mit Wirkung zum 1. Januar 2019 die Eingliederung von Villotran als Commune déléguée zusammen mit den früheren Gemeinden La Neuville-Garnier und Beaumont-les-Nonains zur neuen Commune nouvelle Les Hauts-Talican fest.

## Geografie
Villotran liegt auf einem Hochplateau etwa elf Kilometer südsüdwestlich von Beauvais im Beauvaisis, einer historischen Landschaft Frankreichs der Picardie.
Umgeben wird Villotran von den Nachbargemeinden und der Commune déléguée:
| Auneuil |                      | Berneuil-en-Bray                       |
|         | Kompass              | La Neuville-Garnier (Commune déléguée) |
|         | Beaumont-les-Nonains |                                        |

## Bevölkerungsentwicklung
| Villotran: Einwohnerzahlen von 1793 bis 2021                                                                               | Villotran: Einwohnerzahlen von 1793 bis 2021 | Villotran: Einwohnerzahlen von 1793 bis 2021 | Villotran: Einwohnerzahlen von 1793 bis 2021 | Villotran: Einwohnerzahlen von 1793 bis 2021 |
| --- | -------------------------------------------- | -------------------------------------------- | -------------------------------------------- | -------------------------------------------- |
| Jahr |                                              |                                              |                                              | Einwohner                                    |
| 1793 | 1793                                         |                                              | 245                                          | 245                                          |
| 1800 | 1800                                         |                                              | 265                                          | 265                                          |
| 1806 | 1806                                         |                                              | 238                                          | 238                                          |
| 1821 | 1821                                         |                                              | 206                                          | 206                                          |
| 1831 | 1831                                         |                                              | 218                                          | 218                                          |
| 1836 | 1836                                         |                                              | 205                                          | 205                                          |
| 1841 | 1841                                         |                                              | 212                                          | 212                                          |
| 1846 | 1846                                         |                                              | 212                                          | 212                                          |
| 1851 | 1851                                         |                                              | 221                                          | 221                                          |
| 1856 | 1856                                         |                                              | 220                                          | 220                                          |
| 1861 | 1861                                         |                                              | 220                                          | 220                                          |
| 1866 | 1866                                         |                                              | 194                                          | 194                                          |
| 1872 | 1872                                         |                                              | 183                                          | 183                                          |
| 1876 | 1876                                         |                                              | 214                                          | 214                                          |
| 1881 | 1881                                         |                                              | 191                                          | 191                                          |
| 1886 | 1886                                         |                                              | 187                                          | 187                                          |
| 1891 | 1891                                         |                                              | 172                                          | 172                                          |
| 1896 | 1896                                         |                                              | 181                                          | 181                                          |
| 1901 | 1901                                         |                                              | 150                                          | 150                                          |
| 1906 | 1906                                         |                                              | 141                                          | 141                                          |
| 1911 | 1911                                         |                                              | 132                                          | 132                                          |
| 1921 | 1921                                         |                                              | 144                                          | 144                                          |
| 1926 | 1926                                         |                                              | 132                                          | 132                                          |
| 1931 | 1931                                         |                                              | 112                                          | 112                                          |
| 1936 | 1936                                         |                                              | 111                                          | 111                                          |
| 1946 | 1946                                         |                                              | 131                                          | 131                                          |
| 1954 | 1954                                         |                                              | 126                                          | 126                                          |
| 1962 | 1962                                         |                                              | 125                                          | 125                                          |
| 1968 | 1968                                         |                                              | 85                                           | 85                                           |
| 1975 | 1975                                         |                                              | 96                                           | 96                                           |
| 1982 | 1982                                         |                                              | 129                                          | 129                                          |
| 1990 | 1990                                         |                                              | 223                                          | 223                                          |
| 1999 | 1999                                         |                                              | 255                                          | 255                                          |
| 2006 | 2006                                         |                                              | 282                                          | 282                                          |
| 2013 | 2013                                         |                                              | 291                                          | 291                                          |
| 2021 | 2021                                         |                                              | 289                                          | 289                                          |
| Quelle(n): EHESS/Cassini bis 1999, INSEE ab 2006 Anmerkung(en): Ab 1962 offizielle Zahlen ohne Einwohner mit Zweitwohnsitz |                                              |                                              |                                              |                                              |

## Sehenswürdigkeiten
- Das Schloss Vollotran mit seinem Garten datiert aus dem 18. Jahrhundert.
- Die Kirche Notre-Dame-de-Lorette aus dem 16. Jahrhundert wurde zwischen 1530 und 1539 aus Back- und Feuerstein erbaut. Die Glasfenster aus dem 15. Jahrhundert werden der Schule von Le Prince, Glasmachermeister aus Beauvais, zugeschrieben.

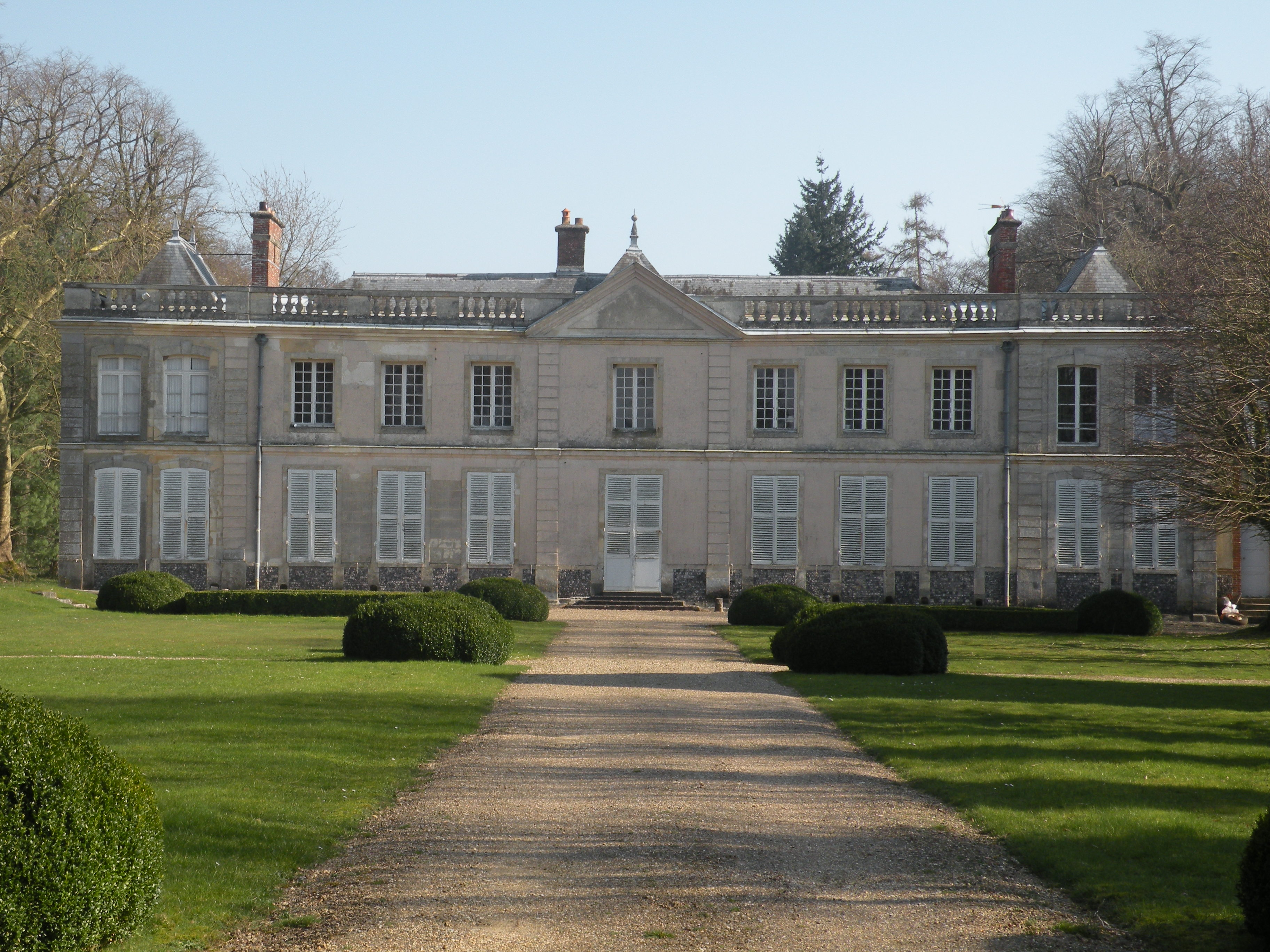
Schloss Vollotran
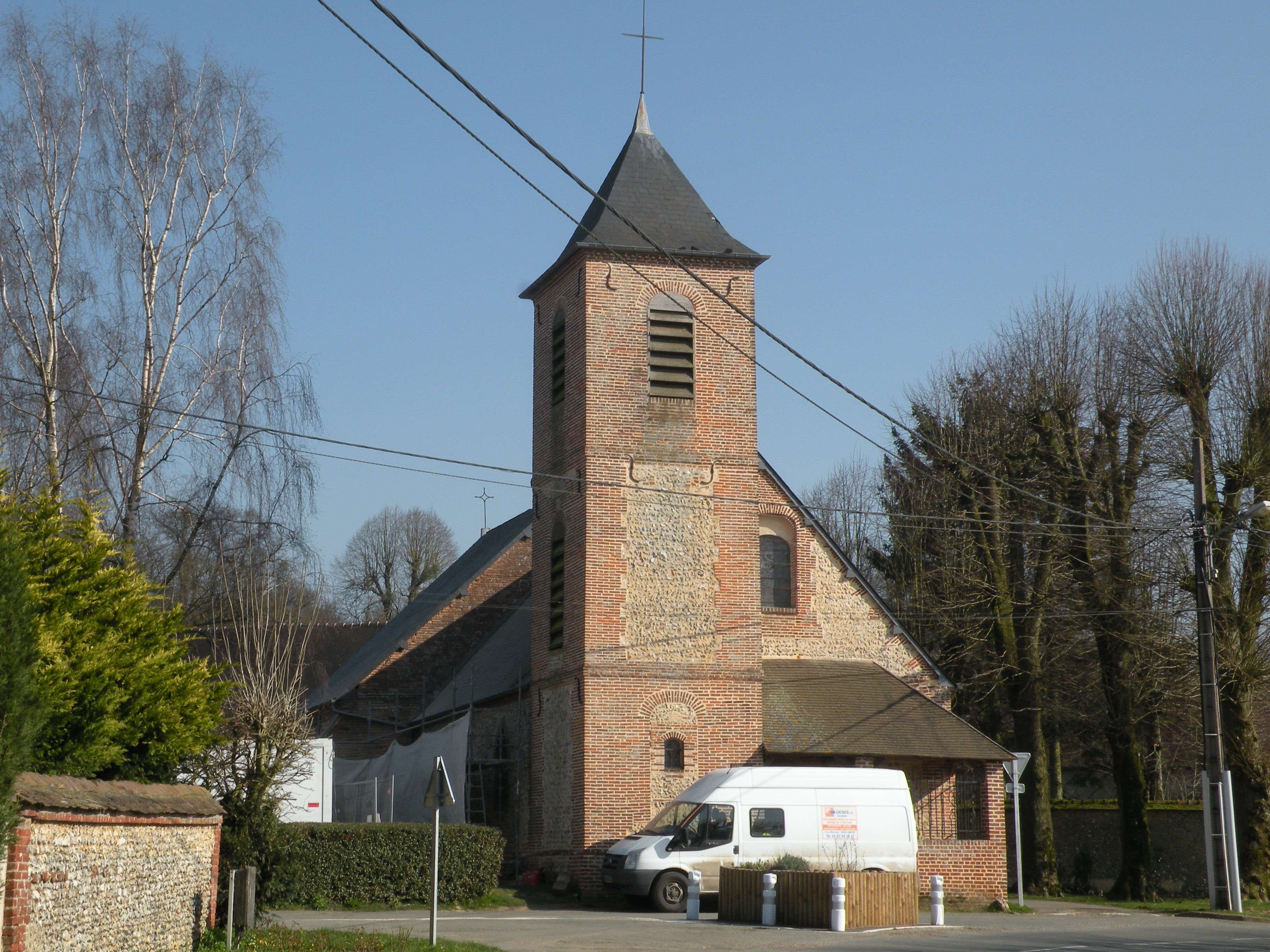
Kirche Notre-Dame-de-Lorette